# Linha Nordeste do Metrô de Fortaleza
A Linha Nordeste (Parangaba ↔ Iate) ou linha Parangaba-Mucuripe, é uma das linhas do Metrô de Fortaleza em formato de VLT (Veiculo Leve sobre Trilhos) movidos a diesel.
Possui 13,2 quilômetros de extensão, sendo 1,4 km em elevado, com 11 estações, passando por 22 bairros da capital cearense, se integrando a linha Sul, na estação Parangaba, e à futura linha Leste, na estação Papicu.
A linha também prevê futura integração física e tarifaria com os terminais de ônibus urbanos da Parangaba e do Papicu, garantindo acesso ao sistema de transporte coletivo urbano gerido pela prefeitura da cidade de Fortaleza.
Sua operação ocorre das 05h30 às 23h20 de segunda à sábado. Atualmente está operando de forma assistida, com transporte de passageiros e sem cobrança de tarifa em todo o seu percurso. 
Com a implantação um novo ramal (Ramal Aeroporto–Castelão), atualmente em construção, adicionando quatro novas estações ao sistema (Expedicionários, Aeroporto, CEU e Castelão), bem como a inauguração em dezembro e 2022 de um novo centro de manutenção para a linha nordeste, a previsão de demanda potencial da linha Nordeste é prevista em cerca de 90 mil passageiros/dia, representando uma ampliação do escopo inicial do projeto.

## Histórico

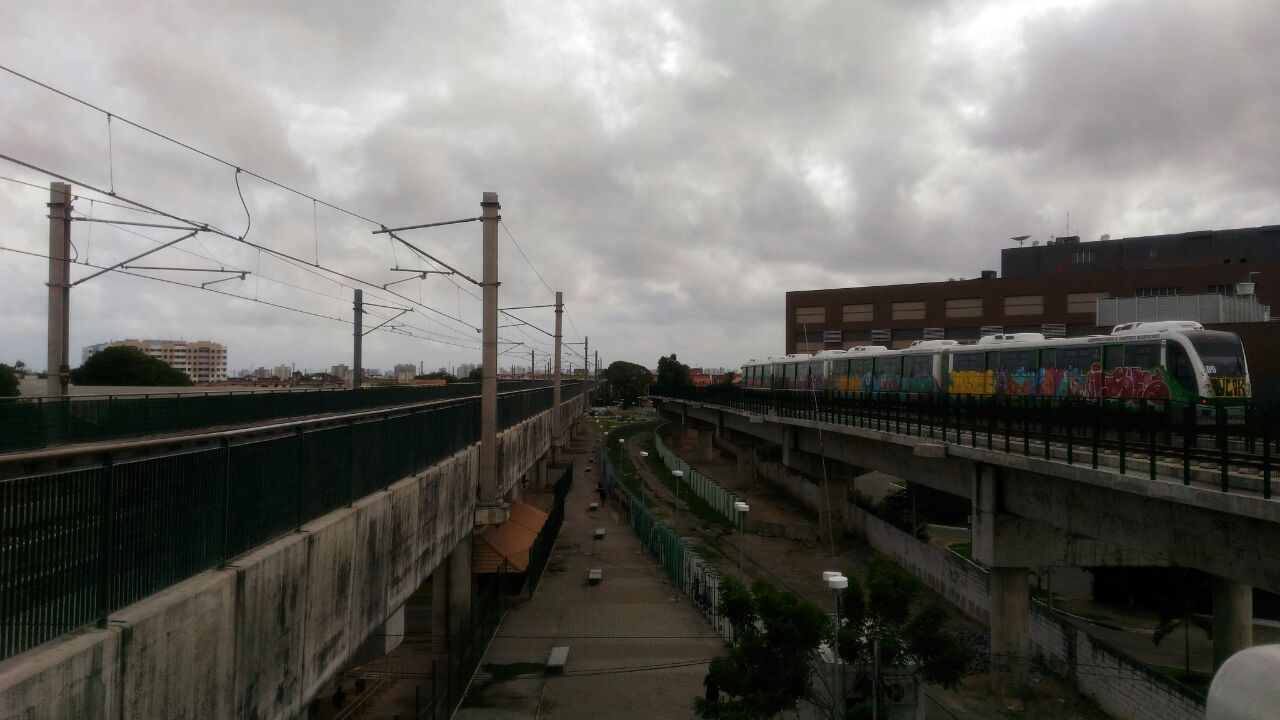
Elevado do VLT à direita.

### Construção
As obras foram iniciadas no dia 2 de Abril de 2012 com a limpeza da faixa de domínio da linha de carga, entre a rua Germano Franck e a Estação Parangaba. Além disso, foi executada a via de carga no limite lateral (sentido Parangaba-Mucuripe) para serem feitas as fundações do trecho elevado, que tem cerca de 900 metros. No mesmo dia foi iniciada também a limpeza e marcação na Via Expressa para a construção do viaduto sobre a avenida Dom Luís. A  Avenida Almirante Henrique Saboia (Via Expressa) recebeu no dia 3 de Abril do mesmo ano, um desvio ferroviário a partir da passagem de nível que existia a 25 metros da Avenida Santos Dumont. O desvio, de 220 metros no sentido praia, foi feito para permitir o início dos serviços de limpeza e marcação das fundações da Estação Papicu.
No dia 19 de dezembro de 2013 a estação Borges de Melo foi apresentada a população e a imprensa pelo então Governador do Estado Cid Gomes que conforme explicou, ''é considerada padrão, e deve ajudar a recuperar o entorno, marcado pela degradação e segurança''.
As obras foram paralisadas em maio de 2014 com o rompimento da licitação com o consórcio CPE-VLT Fortaleza, composto pelas empresas Consbem Construções e Comércio LTDA, Construtora Passarelli LTDA e Engexata Engenharia LTDA, e tendo parte das obras retomadas somente em Julho de 2015, após mais de um ano paralisada. 
As primeiras composições do VLT só passaram a operar na manhã do dia 26 de setembro de 2016, em um pequeno trecho de 3,6 quilômetros entre as estações Montese e Borges de Melo, com o inicio da operação experimental, que consiste no funcionamento do sistema mais sem o transporte de passageiros, para serem realizados os ajustes necessários para o início das operações assistida e comercial.

### Inauguração e funcionamento
Na manhã do dia 25 de julho de 2017 se deu início a Operação Assistida no trecho entre as estações Borges de Melo e Parangaba, com a presença do governador do estado do Ceará, Camilo Santana e do Vice-Prefeito de Fortaleza, Morone Torgan. Nesta fase, os usuários podem utilizar o modal de forma gratuita, de segunda a sexta-feira, das 6 da manhã ao meio dia. A Operação Assistida vai permitir os ajustes finais do equipamento, incluindo a mensuração do valor do bilhete. O trecho - de cinco quilômetros de extensão - é o primeiro dos três trechos que compõem os 13,5 quilômetros do VLT, interligando o Mucuripe à Parangaba. A Operação Assistida também dará condições à população para ambientar-se com o novo serviço.
Em 01 de novembro de 2019, a linha nordeste entrou em operação experimental, sem passageiros, em mais um trecho do percurso, entre as estações Papicu e Mucuripe. No trecho, que tem 1,5 km de extensão, estão sendo finalizados serviços de urbanização de vias e construção dos muros de contenção, além da montagem da passarela de pedestres do Mucuripe.

## Características

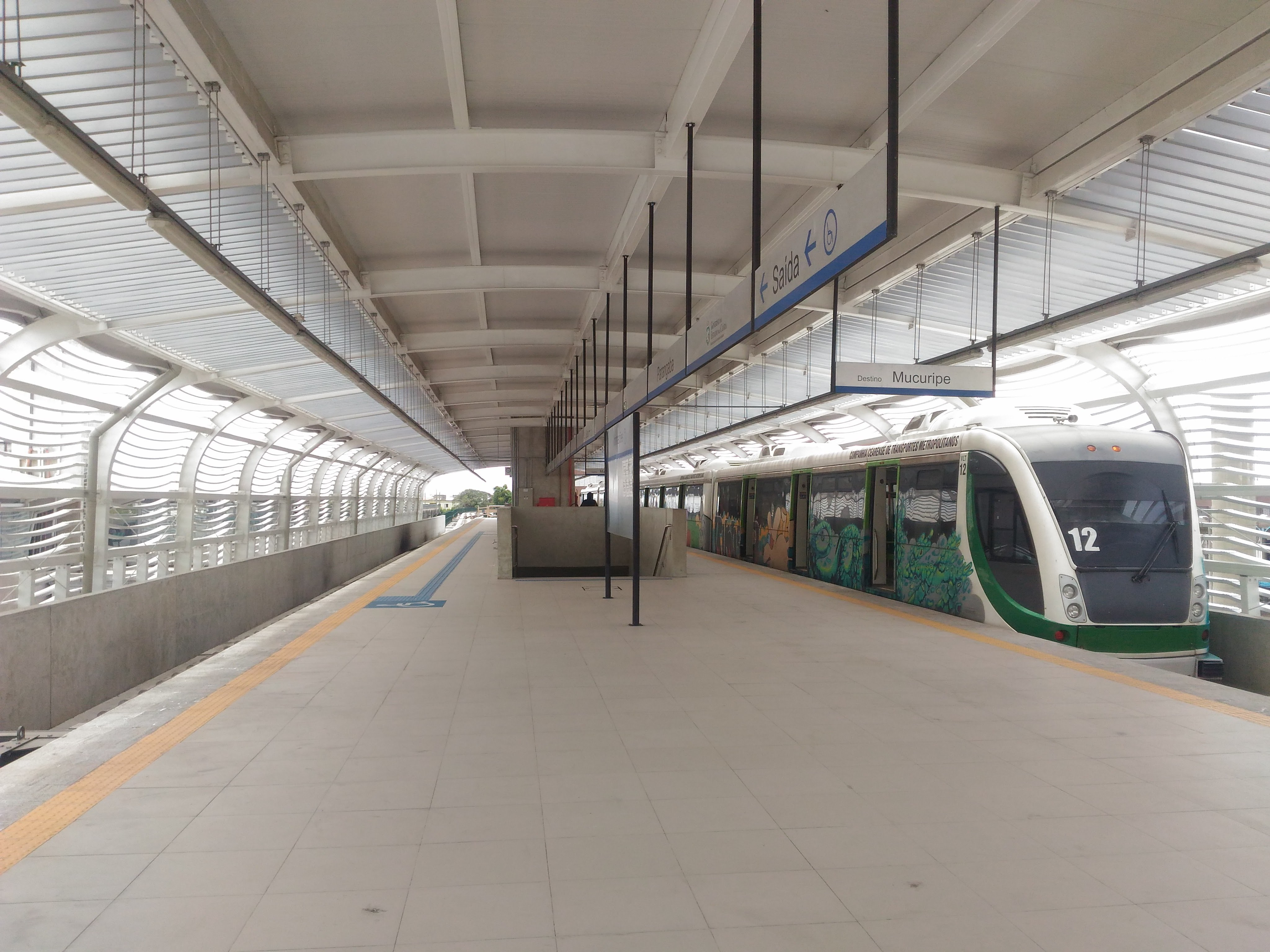
Plataforma destinada ao VLT na Estação Parangaba.

Com 13,2 km de extensão sendo 12,0 km em superfície e 1,4 km em elevado, em formato de VLT (Veiculo Leve sobre Trilhos), a linha nordeste tem capacidade para aproximadamente 90 mil passageiros por dia, atendendo cerca de 22 bairros de Fortaleza. Oito VLTs , fabricados pela Bom Sinal Indústria e Comércio, no Cariri cearense, conduzirão os passageiros. Movidos a diesel, os VLTs possuem ar-condicionado, sendo mais confortáveis que os antigos trens. O percurso de uma ponta a outra da linha é realizado em, aproximadamente, 30 minutos.
A linha tem inicio na estação elevada da Parangaba, no qual a mesma segue no sentido leste para a estação já em superfície do montese, a linha segue na direção nordeste passando por baixo da avenida Carlos Jereissati atrás do Aeroporto Pinto Martins, onde se localiza a estação Vila União. Seguindo ainda no mesmo sentido a linha chega as imediações da avenida Borges de Melo, local onde se localiza a estação de mesmo nome, atendendo assim o Terminal Rodoviário Engenheiro João Thomé. A linha continua no mesmo sentindo até a rotatória da avenida Aguanambi onde a mesma devirá para o leste de forma paralela a Via Expressa, seguindo dessa forma pelas estações São João do Tauape, Pontes Vieira, Antônio Sales, Papicu onde e feita integração com o Terminal urbano do Papicu e a Linha Leste do Metrô, e Mucuripe localizada próximo a avenida Almirante Henrique Saboia. A linha segue no sentido norte ainda paralelo a via expressa onde faz uma curva a direita na direção do porto, juntamente com a avenida Vicente de Castro, onde ao lado do morro Santa Teresinha se localiza a estação Iate.

## Estações
| Linha Nordeste     | Linha Nordeste                  | Linha Nordeste                                           | Linha Nordeste     | Linha Nordeste              | Linha Nordeste | Linha Nordeste |
| Estação            | Inauguração                     | Linha(s)                                                 | Conexão            | Posição                     | Bairro/Cidade  | Imagem         |
| ------------------ | ------------------------------- | -------------------------------------------------------- | ------------------ | --------------------------- | -------------- | -------------- |
| Parangaba          | 25 de julho de 2017 (7 anos)    | Linha Nordeste Linha Sul                                 | Terminal Parangaba | Elevada                     | Fortaleza      |                |
| Montese            | 25 de julho de 2017 (7 anos)    | Linha Nordeste                                           |                    | Superfície                  | Fortaleza      |                |
| Expedicionários    | 29 de dezembro de 2022 (2 anos) | Linha Nordeste Ramal Aeroporto–Castelão> (Em construção) |                    | Superfície                  | Fortaleza      |                |
| Vila União         | 25 de julho de 2017 (7 anos)    | Linha Nordeste                                           |                    | Superfície                  | Fortaleza      |                |
| Borges de Melo     | 25 de julho de 2017 (7 anos)    | Linha Nordeste                                           |                    | Superfície                  | Fortaleza      |                |
| São João do Tauape | 6 de julho de 2018 (6 anos)     | Linha Nordeste                                           |                    | Superfície                  | Fortaleza      |                |
| Pontes Vieira      | 6 de julho de 2018 (6 anos)     | Linha Nordeste                                           |                    | Superfície                  | Fortaleza      |                |
| Antônio Sales      | 6 de julho de 2018 (6 anos)     | Linha Nordeste                                           |                    | Superfície                  | Fortaleza      |                |
| Papicu             | 6 de julho de 2018 (6 anos)     | Linha Nordeste Linha Leste (Em construção)               | Terminal Papicu    | Superfície (Linha Nordeste) | Fortaleza      |                |
| Mucuripe           | 16 de setembro de 2020 (4 anos) | Linha Nordeste                                           |                    | Superfície                  | Fortaleza      |                |
| Iate               | 16 de setembro de 2020 (4 anos) | Linha Nordeste                                           |                    | Superfície                  | Fortaleza      |                |

## Passageiros transportados
Desde sua implantação, a quantidade de usuários da Linha Nordeste vêm se consolidando, indicando a boa aceitação por parte do público desse importante equipamento.
| Passageiros por Ano | Passageiros por Ano |
| ------------------- | ------------------- |
| 2017                | 67.502              |
| 2018                | 591.348             |
| 2019                | 2.253.662           |
| 2020                | 1.659.955           |
| 2021                | 2.659.157           |
| 2022                | 3.235.411           |
| 2023                | 3.750.911           |